# Catephia oligomelas
Catephia oligomelas är en fjärilsart som beskrevs av Paul Mabille 1890. Catephia oligomelas ingår i släktet Catephia och familjen nattflyn. Inga underarter finns listade i Catalogue of Life.